# Kodenavn: Naboens Børn
Kodenavn: Naboens Børn (originaltitel: Codename: Kids Next Door forkortet KND) er en amerikansk tegnefilmserie skabt af Tom Warburton, der sendes på tv-stationen Cartoon Network. Serien består af 6 sæsoner med i alt 78 afsnit, der typisk er delt i to med hver deres titel og handling. Afsnittenes titler er som standard sammensat af "Operation:" og et akronym, der giver en ide om hvad afsnittet handler om, for eksempel Operation: M.I.N.I.-G.O.L.F. for et afsnit om minigolf. Serien blev oprindeligt sendt fra 2002 til 2008, hvortil kommer et pilotafsnit, to tv-film og en crossover med Grumme eventyr med Billy og Mandy.

## Handling
Serien handler om de fem børn, der udgør Sektor V af den verdensomspændende paramilitærorganisation Naboens Børn. Sektor V holder til i en avanceret trætophytte i et forstadsmiljø og gør brug af teknologi baseret på husholdningsting. Deres mission er at bekæmpe "voksentyranni" mod børn så som lektier og tandpleje udført af voksne, ældre, teenagere og andre "onde" børn.

## Afsnit
| Sæson | Sæson       | Segmenter | Afsnit | Oprindelig sendt   | Oprindelig sendt  |
| Sæson | Sæson       | Segmenter | Afsnit | Start              | Slut              |
| ----- | ----------- | --------- | ------ | ------------------ | ----------------- |
|       | Pilotafsnit | N/A       | 2      | 6. november 1998   | 20. juli 2001     |
|       | 1           | 24        | 13     | 6. december 2002   | 7. marts 2003     |
|       | 2           | 25        | 13     | 3. oktober 2003    | 4. juni 2004      |
|       | 3           | 23        | 13     | 11. juni 2004      | 12. november 2004 |
|       | 4           | 22        | 13     | 19. november       | 22. juli 2005     |
|       | 5           | 22        | 13     | 30. september 2005 | 25. august 2006   |
|       | 6           | 21        | 13     | 2. august 2006     | 23. november 2007 |
|       | Specials    | N/A       | 3      | 11. august 2006    | 21. januar 2008   |

## Medvirkende

### Danske stemmer
| Skuespiller          | Rolle(r)                        |
| -------------------- | ------------------------------- |
| Mathias Klenske      | Nr. 1 (Nigel Uno)               |
| Søren Ulrichs        | Nr. 2 (Hoagie P. Gilligan, Jr.) |
| Annevig Schelde Ebbe | Nr. 3 (Kuki Sanban)             |
| Mikkel Christiansen  | Nr. 4 (Wallabee Beatles)        |
| Vibeke Dueholm       | Nr. 5 (Abigail Lincoln)         |
| Peter Zhelder        | Toilenator                      |
| Annevig Schelde Ebbe | Nr. 86 (Fanny Fullbright)       |